# Трагедия в Стара планина (1994)
На 2 декември 1994 година се случва трагедия в района на връх Амбарица в Стара планина, при която загиват 12 туристи.
Група от 50 туристи на възраст между 10 и 64 години (голяма част от град Кърджали)  потегля с лифта от град Сопот в посока хижа „Добрила“. Оттам планът е да преминат връх Амбарица и да се спуснат до едноименната хижа. Туристите достигат върха около 16 часа, но в този момент пада мъгла, температурата пада и ги обзема паника. Паниката и страхът карат групата да се разцепи и всеки започва да търси спасение поединично или в малки групи. 11 от туристите се окопават в снега и остават живи, но за тези, които продължават, вятърът става ураганен и бялата смърт достига 12 души от групата. Хипотермията кара много от тях да се разсъблекат, съдейки по намерените разхвърляни дрехи.
В спасителната акция се включват спасители от Пловдив, Сопот, София и Троян, както и хеликоптери. 
Като причини за трагедията се считат неподготвеността на групата, липсата на добра екипировка, тръгването в късен час, както и липсата на опитен водач.
Филм за трагедията – „Вихрите на Амбарица“, е по сценарий на известния алпинист и планинар Минко Занковски.